# Велика Рибиця
Вели́ка Рибиця — село в Україні, у Миропільській сільській громаді Сумського району Сумської області. Населення становить 5 осіб. До 2016 орган місцевого самоврядування — Запсільська сільська рада.
Після ліквідації Краснопільського району 19 липня 2020 року село увійшло до Сумського району.
Село постраждало внаслідок геноциду українського народу, проведеного урядом СССР 1932—1933.

## Географія
Село Велика Рибиця знаходиться на лівому березі р. Псел у місці влиття в неї р. Рибиця, вище за течією на відстані 4 км розташоване село Миропілля, нижче за течією на відстані 3,5 км розташоване село Грунівка, на протилежному березі — село Запсілля. Річка в цьому місці звивиста, утворює лимани, стариці та заболочені озера. На північ від села розташований Миропільський заказник.
Село розташоване за декілька кілометрів від державного кордону Російської Федерації.

## Населення

### Мова
Розподіл населення за рідною мовою за даними перепису 2001 року:
| Мова       | Кількість | Відсоток |
| ---------- | --------- | -------- |
| українська | 668       | 96.81%   |
| російська  | 22        | 3.19%    |
| Усього     | 690       | 100%     |

## Історія
- 1979 року комуністична влада знищила дерев'яний храм Успіння Пресвятої Богородиці.[4]
- Село постраждало внаслідок геноциду українського народу, проведеного урядом СРСР 1923—1933 та 1946–1947 роках.

## Незалежна Україна
На референдумі на підтвердження акту відновлення державної самостійності України абсолютна більшість селян висловилась позитивно.
14 липня 2024 року село обстріляли російські агресори. Зафіксовано 2 обстріли: 2 вибухи, ймовірно ФПВ-дрон. В результаті обстрілу пошкоджено приватний житловий будинок.
11 серпня 2024 року село вчергове обстріляв агресор. Як повідомили в оперативному командуванні “Північ” зафіксовано 3 обстріли: 8 вибухів, ймовірно КАБ.

## Відомі люди
- Андрієнко Юрій Олександрович (1993—2014) — солдат Збройних сил України, учасник російсько-української війни[7].
- Шкурко Анатолій Васильович (1937) — український письменник, поет.
- Шкурко Роман Агапійович (1908—1979) — Герой Радянського Союзу.